# 東京医薬看護専門学校
東京医薬看護専門学校（とうきょういやくかんごせんもんがっこう）とは、東京都江戸川区東葛西にある私立専修学校。運営は学校法人滋慶学園。

## 沿革
ホームページ沿革より抜粋
- 1979年 - 本校の前身である東京薬学専門学院を開校。薬業科を設置。
- 1983年 - 医療秘書科を設置。
- 1984年 - 学校法人滋慶学園 東京医薬専門学校に改組、同時に医療情報処理科を設置。
- 1985年 - 生命工学技術科を設置。
- 1987年 - 研究秘書科、健康福祉科、人工知能科を設置。
- 1991年 - 環境科学科、医用電子科を設置。
- 1992年 - 生命工学技術科を2年制から3年制に教育期間を延長。国際情報学科を設置。
- 1993年 - 国際情報学科を国際情報科と改称し2年制から3年制に教育期間を延長。また、医療情報処理科を医療情報科に改称。
- 1994年 - 医療言語聴覚士科を設置。
- 1995年 - 健康栄養科学科を設置。医療情報科と医用電子科を医療システム科に改組。
- 1997年 - 医療システム科を病院管理科に改称。環境科学科を環境分析科に改称し3年制から2年制に教育期間を変更。
- 1998年 - 視能訓練士科を設置。
- 1999年 - 医療言語聴覚士科を言語聴覚士科に名称変更すると共に厚生省養成校認定。心理技術科を設置。
- 2003年 - 診療情報管理士科、言語聴覚士科Ⅱ部を設置。
- 2005年 - 臨床工学技士科を設置。
- 2007年 - 救急救命士科を設置。
- 2010年 - 視能訓練士科1年制を設置。
- 2011年 - こども心理科を設置。
- 2012年 - こども心理実践科を設置。
- 2014年 - 歯科衛生士科I部、歯科衛生士科II部を設置。
- 2015年 - 臨床工学技士科2年制を設置。
- 2016年 - 薬業科・生命工学技術科をくすり総合学科・化粧品総合学科に改組。
- 2020年 - 医療秘書科をIT医療事務総合学科に改組。
- 2022年 - 学校名を東京医薬看護専門学校に改組。看護学科、スキンケアアドバイザー科を設置。

## 設置学科
ホームページ 学科・コースより抜粋
- 医療事務・情報科
- 医療事務専科
- 看護学科
- 歯科衛生士科
- 言語聴覚士科
- 視能訓練士科
- 臨床工学技士
- 救急救命士科
- 医療・医薬品バイオ研究学科
- バイオデータサイエンス科
- 化粧品総合学科